# Ricordi di guerra
Ricordi di guerra (War and Remembrance) è una miniserie televisiva statunitense in 12 puntate trasmesse per la prima volta dal 1988 al 1989.
È una miniserie di guerra basata sul romanzo omonimo di Herman Wouk e incentrata sulle vicende della famiglia degli Henry e della famiglia degli Jastrow dal 15 dicembre 1941 al 6 agosto 1945. È il sequel di Venti di guerra.

## Trama[1][2]
Prima puntata:
Alcuni giorni dopo l'attacco a Pearl Harbor, Victor Pug Henry è assegnato il comando di un incrociatore (la Task Force Flagship), il figlio Warren viene assegnato come pilota da combattimento su una portaerei, mentre il figlio Byron sta già prestando servizio come ufficiale su un sottomarino. Pug chiede a sua moglie Rhoda di riconsiderare i suoi piani di divorzio, anche se sa della sua relazione con Palmer Kirby, ma Pug riceve anche un messaggio da Pamela Tudsbury che vuole riaccendere la loro relazione. Berel Jastrow viene catturato dai nazisti e portato ad Auschwitz nella Polonia occupata dai nazisti. A Napoli, in Italia, Natalie, Henry, suo figlio Louis, e suo zio Aaron Jastrow aspettano a bordo di una nave rifugiata diretta verso la terra di Israele. Werner Beck, un diplomatico tedesco e ex allievo di Aaron a Yale, li convince a tornare a Siena.
Seconda puntata:
Leslie Slote, che ora lavora presso l'American Legation, riceve documenti segreti nazisti relativi alla conferenza di Wannsee, dai quali è oramai chiaro che i nazisti si stiano preparando a commettere il genocidio di tutti gli ebrei sul continente Europeo, ma da un lato non viene creduto e il suo contatto viene ucciso prima di fornire più autenticazione della documentazione datagli. Beck riferisce ad Adolf Eichmann sui suoi piani per far sì che Aaron produca trasmissioni radiofoniche di propaganda favorevoli alle potenze dell'Asse per poi far arrestare l'uomo con la nipote e il bambino dall'OVRA con l'accusa di essere ebrei spie. Natalie prende accordi per fuggire dall'Italia con una famiglia ebrea italiana. Berel e altri prigionieri sono costretti a preparare Auschwitz e Birkenau, in costruzione, per un tour di ispezione di Heinrich Himmler. Durante il tour, Himmler osserva la gasazione di un treno di ebrei olandesi.
Terza puntata:
Warren Henry muore tragicamente dopo aver più volte dimostrato il suo coraggio e la sua abnegazione contro i Giapponesi nella celebre battaglia delle Midway. Rhoda è distrutta dal dolore per la perdita di un figlio, e si consola quando l'altro figlio Byron si presenta a casa per una licenza e con lei si reca a Hollywood. Qui, Pamela Tudsbury incontra gli Henry e riesce a prendere coraggio con Rhoda confidandole che tra lei e il marito di questa c'è una relazione. Intanto, Aaron, Natalie e il bambino iniziano la loro fuga da Siena, alla volta di Follonica.
Quarta puntata:
Stabilitisi a Follonica, Aaron e Natalie si sentono al sicuro anche perché il locale comandante dei carabinieri ha promesso loro protezione. Ma anche qui, si ritrovano da un giorno all'altro Werner Beck ... in divisa nazista, che insiste perché Aaron il giorno immediatamente seguente si rechi a Roma con lui per registrare quelle trasmissioni in favore del regime. La fuga diventa di nuovo inevitabile, dapprima in Corsica e da lì a Marsiglia, dove nella zona libera i tre diventano parte di un gruppo di ebrei protetti dai loro documenti di nazionalità statunitense in attesa di uno scambio con prigionieri tedeschi in mano alleata. Natalie non sa che il suo Byron è proprio a Marsiglia per portare una serie di documenti segreti, ed una sera, nel corso di una cena per lo shabbat, qualcuno bussa alla porta...
Quinta puntata:
La riunione tra Byron e Natalie, improvvisa e meravigliosa, dura molto poco. Byron è intenzionato a far sì che sua moglie e il bambino superino con lui in treno insieme al nonno il confine con la Spagna per raggiungere poi il Portogallo e da lì rimpatriare in America, ma il consolato statunitense rifiuta di consentire un tentativo di questo genere, in quanto si potrebbe concludere assai tragicamente con l'arresto di tutti e quattro. Natalie decide di aspettare che arrivino i documenti falsi che il consolato rilascerà in pochi giorni a lei e allo zio e solo allora, con quelli, raggiungere il Portogallo e Byron e da lì rimpatriare in America. Ma i nazisti all'improvviso invadono anche la zona libera, e tutto il gruppo di cui fa parte Natalie viene arrestato e deportato in attesa di un ulteriore scambio di prigionieri. Intanto, a Birkenau, Paul Blobel chiede al comandante Hoss che gli venga affidato un contingente di deportati nel lager di sana e robusta costituzione per procedere con l'utilizzo anche di questi alla Aktion 1005, ovvero alla cancellazione delle tracce del genocidio ebraico in tutti i territori dell'est dove i cadaveri non sono stati cremati. Hoss acconsente e Berel Jastrow si ritrova nel gruppo in questione. Nel Pacifico intanto la corazzata di Victor Henry subisce una pesante sconfitta e viene affondata.
Sesta puntata:
Victor Pug viene designato dal presidente Roosevelt in persona come corrispondente dell'esercito a Mosca, e qui inviato a seguire la situazione sul fronte sovietico, ed in particolare il piano affitti e prestiti che consentirà all'Unione Sovietica di avere abbastanza forza militare per creare una controffensiva ai nazisti in attesa che gli Americani effettuino un loro sbarco sul continente Europeo. Qui Pug rincontra Pamela, e la passione si riaccende. Nel frattempo, Aaron, Natalie e il nipote sono destinati con tutto il gruppo di cui fanno parte in Germania a Baden Baden, in attesa di uno scambio con prigionieri tedeschi in mano alleata. Qui però Aaron ha un malore, e viene ricoverato d'urgenza per un'operazione a Parigi. Qui Natalie entra nelle grazie di una contessa statunitense collaborazionista, e viene inserita da questa a lavorare in una biblioteca pubblica. Tutto sembra andare per il meglio, quando all'improvviso, riappare Werner Beck.
Settima puntata:
Werner Beck tenta una sorta di riappacificazione con Natalie, invitandola perfino a Teatro. Durante la cena dopo lo spettacolo, questi le racconta quanto seria sarebbe in realtà la loro situazione, e che in realtà lui è l'unico a proteggerli da un arresto da parte o dei nazisti o dei fascisti come ebrei stranieri senza documenti sul suolo europeo, la cui domanda non si sarebbe mai fermata. E che quindi Aaron deve registrare quelle trasmissioni non appena si riprenderà dall'intervento. Natalie ha però oramai capito che cosa ci sia in ballo, e decide, con l'aiuto della contessa collaborazionista, di fare ritorno con Aaron e il figlio a Baden Baden e li restare in attesa dello scambio di prigionieri, certa che il comandante che si occupa del loro gruppo non cederà mai davanti alle richieste di Beck. Tutto sembra andare per il meglio, quando però all'ultimo momento, Beck si presenta alla Gare du Nord un minuto prima che il treno parta per la Germania, e obbliga i tre a scendere immediatamente. In Bielorussia intanto, Berel è nel Kommando 1005 e prende parte al dissotterramento dei cadaveri delle fosse comuni, in uno scenario straziante. Qui, Blobel, rievoca ad un suo collega gli eventi accaduti nel settembre 1941 a Kiev e alla gola di Babij Jar, dove oltre 31.000 ebrei furono assassinati in due giorni. Berel riesce a scappare dal Kommando 1005. Intanto, a Parigi, Beck misteriosamente "sparisce" senza lasciare traccia di se, e Natalie con Aaron e il bambino si ritrovano in un gruppo di ebrei benestanti destinati al ghetto di Terezín, alle porte di Praga. L'arrivo al posto è traumatico.
Ottava puntata:
Aaron, Natalie e Louis sono internati a Theresienstadt, dove Adolf Eichmann costringe Aaron a diventare un anziano ebreo dello Judenrat del ghetto. I combattenti della resistenza Ebraica salvano Berel da una pattuglia delle SS. Pug e Rhoda alla fine decidono di divorziare. Pug chiede quindi a Pamela di sposarlo.
Nona puntata:
Leslie Slote, ora con l'OSS, incontra i leader della resistenza francese per organizzare insurrezioni contro i nazisti, ma viene ucciso conducendo un'incursione in una guarnigione tedesca. Gli alleati invadono la Normandia. Karl Rahm, comandante di Theresienstadt, minaccia di assassinare Louis e fare deportare lei, a meno che Natalie non interpreti la sua parte di "ebrea felice" durante un imminente tour della Croce Rossa nel campo.
Decima puntata:
Aaron e Natalie sono costretti ad apparire come "ebrei Americani felici" durante il tour della Croce Rossa di Theresienstadt. Poi falsificano la morte di Louis mentre Berel e altri combattenti della Resistenza Ceca lo fanno uscire di nascosto dal ghetto. In seguito, Natalie è perfino costretta a fare una comparsa nel film di propaganda nazista che girano nel ghetto. Dopo la liberazione di Majdanek, riprendono i trasporti verso est. Quando Aaron dà le dimissioni dallo Judenrat, Aaron e Natalie vengono messi su un treno per Auschwitz Birkenau. Hitler sopravvive a un tentativo di omicidio nel Bunker il 20 luglio 1944.
Undicesima puntata:
Arrivati ad Auschwitz Birkenau, Aaron è destinato insieme ad un gruppo di ex prominenten del ghetto di Terezín direttamente alle camere a gas. Natalie supera la selezione ed entra nel lager come manodopera schiava. L'assassinio di Aaron nelle camere a gas insieme agli ebrei del ghetto di Terezín è ufficialmente l'ultimo utilizzo del gas nel campo di sterminio. In seguito, viene applicato l'ordine di Himmler di distruggere ogni prova del genocidio. Natalie è inserita in una marcia della morte verso i lager all'interno della Germania. In Cecoslovacchia, una tremenda rappresaglia finale prima della fuga dei nazisti colpisce la famiglia adottiva del bambino di Natalie, ma fortunatamente Berel, anche lui presente, riesce a proteggere col suo corpo dalle raffiche di mitra il bambino, che così sopravvive.
Dodicesima puntata:
Le truppe alleate avanzano ulteriormente in Germania. Una pattuglia statunitense trova Natalie a malapena in vita. Hitler si suicida e la Germania si arrende. Pug e Pamela si sposano. Gli statunitensi testano con successo una bomba atomica. Byron visita Natalie, che si sta riprendendo in un ospedale di Parigi. Byron quindi cerca Louis in tutta Europa, trovandolo infine in un orfanotrofio in Inghilterra. Il giorno dopo gli attacchi atomici di Hiroshima, Byron riunisce Natalie e Louis. La famiglia è finalmente riunita

.

## Personaggi e interpreti
- Capitano Victor 'Pug' Henry (12 puntate, 1988-1989), interpretato da Robert Mitchum.
- Natalie Henry (12 puntate, 1988-1989), interpretata da Jane Seymour.
- Byron Henry (12 puntate, 1988-1989), interpretato da Hart Bochner.
- Pamela Tudsbury (12 puntate, 1988-1989), interpretata da Victoria Tennant.
- Rhoda Henry (12 puntate, 1988-1989), interpretato da Polly Bergen.
- Avram Rabinovitz (12 puntate, 1988-1989), interpretato da Sami Frey.
- Harry Hopkins (12 puntate, 1988-1989), interpretato da William Schallert.
- Brig. Generale Armin Von Roon (12 puntate, 1988-1989), interpretato da Jeremy Kemp.
- Adolf Hitler (12 puntate, 1988-1989), interpretato da Steven Berkoff.
- Winston Churchill (12 puntate, 1988-1989), interpretato da Robert Hardy.
- Berel Jastrow (11 puntate, 1988-1989), interpretato da Topol.
- Presidente Franklin Delano Roosevelt (11 puntate, 1988-1989), interpretato da Ralph Bellamy.
- Aaron Jastrow (11 puntate, 1988-1989), interpretato da John Gielgud.
- Narratore (11 puntate, 1988-1989), interpretato da William Woodson.
- Leslie Slote (9 puntate, 1988-1989), interpretato da David Dukes.
- Dwight D. Eisenhower (9 puntate, 1988-1989), interpretato da E.G. Marshall.
- Janice Henry (8 puntate, 1988-1989), interpretata da Sharon Stone.
- 'Lady' Aster (8 puntate, 1988-1989), interpretato da Barry Bostwick.
- Philip Rule (8 puntate, 1988-1989), interpretato da Ian McShane.
- Sammy Mutterperl (7 puntate, 1988), interpretato da John Rhys-Davies.
- Werner Beck (7 puntate, 1988), interpretato da Bill Wallis.
- Tenente Generale Alfred Jodl (7 puntate, 1988-1989), interpretato da Joachim Hansen.
- Maresciallo di campo Wilhelm Keitel (7 puntate, 1988-1989), interpretato da John Malcolm.
- Reichsmarshall Hermann Goering (6 puntate, 1988-1989), interpretato da Michael Wolf.
- Alistair Tudsbury (5 puntate, 1988), interpretato da Robert Morley.
- Madeline Henry (5 puntate, 1988-1989), interpretata da Leslie Hope.
- Colonnello Generale Franz Halder (5 puntate, 1988-1989), interpretato da Barry Morse.
- Colonnello Harrison 'Hack' Peters (5 puntate, 1988-1989), interpretato da Mike Connors.
- Rattenhuber (5 puntate, 1988-1989), interpretato da Christian Ebel.
- Josef Goebbels (5 puntate, 1988-1989), interpretato da Ian Jentle.
- Dottor Paul Epstein (4 puntate, 1988-1989), interpretato da Harold Kasket.
- Ammiraglio Ross McIntire (4 puntate, 1988-1989), interpretato da Paul Lambert.
- Benjamin Murmelstein (4 puntate, 1988-1989), interpretato da Michael Mellinger.
- Louis Henry (4 puntate, 1989), interpretato da Hunter Schlesinger.
- Warren Henry (3 puntate, 1988), interpretato da Michael Woods.
- Comandante Jim Grigg (3 puntate, 1988), interpretato da G.W. Bailey.
- Ammiraglio Ernest King (3 puntate, 1988), interpretato da John Dehner.
- Simon Anderson (3 puntate, 1988-1989), interpretato da William R. Moses.
- Maresciallo di campo Gerd von Rundstedt (3 puntate, 1988-1989), interpretato da Anthony Bate.
- Generale George C. Marshall (3 puntate, 1988-1989), interpretato da Norman Burton.
- Ammiraglio Russ Carton (3 puntate, 1988-1989), interpretato da Don Collier.
- Conte Claus Schenk von Stauffenberg (3 puntate, 1988-1989), interpretato da Sky du Mont.
- Lord Duncan Berne-Wilke (3 puntate, 1988-1989), interpretato da Michael Elwyn.
- Ammiraglio William F. 'Bull' Halsey (3 puntate, 1988-1989), interpretato da Pat Hingle.
- Eleanor Roosevelt (3 puntate, 1988-1989), interpretata da Elizabeth Hoffman.
- Maresciallo di campo Erwin Rommel (3 puntate, 1988-1989), interpretato da Hardy Krüger.
- Anna Castelnuovo (3 puntate, 1988), interpretata da Sara Franchetti.
- Mrs. Sacerdote (3 puntate, 1988), interpretata da Margherita Horowitz.
- Dottor Castelnuovo (3 puntate, 1988), interpretato da Giancarlo Prete.
- Moses Sacerdote (3 puntate, 1988), interpretato da Remo Remotti.
- Miriam Castelnuovo (3 puntate, 1988), interpretata da Emanuela Trombetta.
- Scharfuhrer Rudolf Haindl (3 puntate, 1989), interpretato da Karl-Otto Alberty.
- Marinaio statunitense (3 puntate, 1989), interpretato da Scott J. Klein.
- Theresienstadt Prominent (3 puntate, 1989), interpretato da Osman Ragheb.
- Maggiore SS  Karl Rahm (3 puntate, 1989), interpretato da Robert Stephens.

## Produzione
La miniserie fu prodotta da Barbara Steele per la Dan Curtis Productions e la ABC Circle Films in cooperazione con la Jadran Film e la Paramount Pictures e girata negli Stati Uniti e in varie località europee. Le musiche furono composte da Bob Cobert. Il regista è Dan Curtis. Tra gli sceneggiatori sono accreditati lo stesso Curtis insieme a Earl W. Wallace e a Herman Wouk  (autore del romanzo).

## Distribuzione
La serie fu trasmessa negli Stati Uniti dal 13 novembre 1988 al 14 maggio 1989 sulla rete televisiva ABC con il titolo War and Remembrance. In Italia è stata trasmessa con il titolo Ricordi di guerra.  Acquistò i Diritti per la messa in onda Rete Quattro, che iniziò a Metterla in onda nell'agosto 1990. Tuttavia, dopo le prime tre puntate in prima serata, a partire dal IV episodio la messa in onda venne spostata in seconda serata, per poi essere del tutto sospesa una volta giunti alla VI puntata a causa del bassissimo share. Lo stesso anno la casa di Distribuzione Home Video "Deltavideo" pubblicò in 12 VHS l'intero sceneggiato.
Alcune delle uscite internazionali sono state:
- in Ungheria (A sas felszáll)
- in Germania Ovest (Feuersturm und Asche)
- in Svezia (Krig och hågkomst)
- in Norvegia (Krig og erindring)
- in Grecia (Polemos kai anamniseis)
- in Spagna (Recuerdos de guerra)
- in Messico (Remembranzas de guerra)
- in Italia (Ricordi di guerra)